# Steyr Nutzfahrzeuge

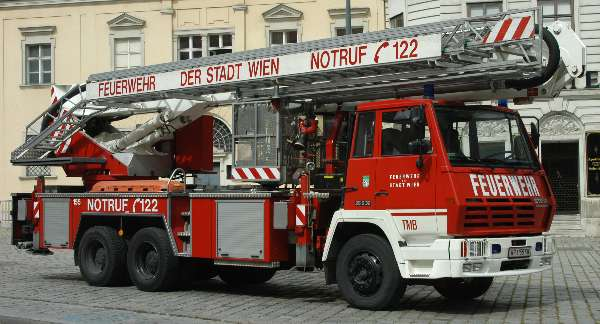
Steyr-lastbil.

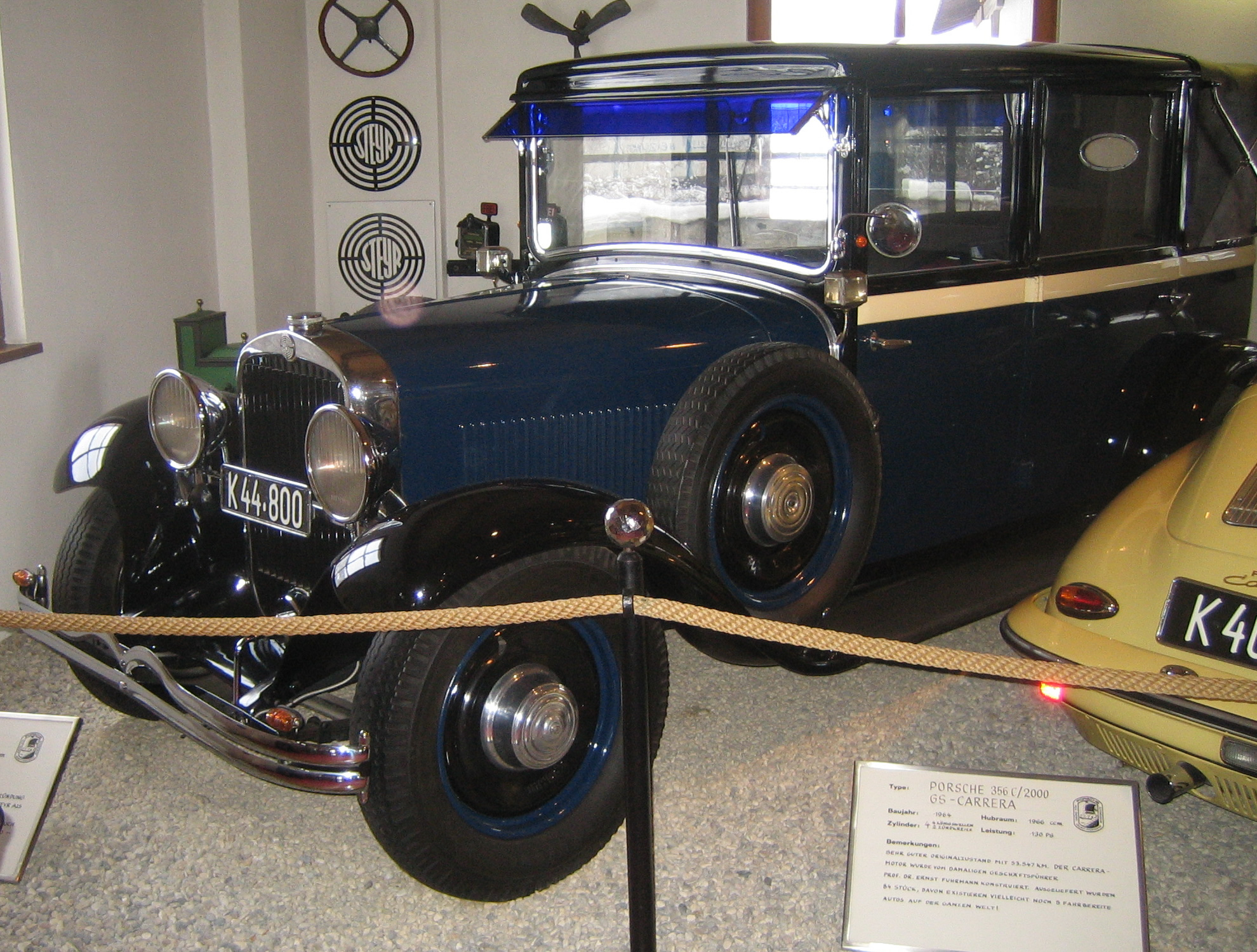
Steyr 30, Type 45 Taxi, 1932

Steyr Nutzfahrzeuge, österrikisk lastbilstillverkare, del av MAN AG sedan 1990
Steyr var tidigare en del av den österrikiska storkoncernen Steyr-Daimler-Puch innan man 1990 såldes till MAN AG. Steyr med varumärket Steyr tillverkade lastbilar, bussar och traktorer. Traktortillverkningen ingår idag i Case som Case-Steyr Landmaschinentechnik. MAN Österrike som är Steyrs efterträdare säljer fortfarande lastbilar under namnet Steyr på den österrikiska marknaden.